# Wolfgang Dremmler
Wolfgang Dremmler (ur. 12 lipca 1954 w Salzgitter) – niemiecki piłkarz, obrońca lub pomocnik. Srebrny medalista MŚ 1982.
W Bundeslidze grał w barwach Eintrachtu Brunszwik (1974–1979) i Bayernu Monachium (1979–1986). W 310 spotkaniach strzelił 15 goli. Z Bayernem czterokrotnie był mistrzem RFN (1980, 1981, 1985 i 1986), trzy razy zdobywał krajowy puchar (1982, 1984, 1986). W reprezentacji RFN debiutował 7 stycznia 1981 w meczu z Brazylią. Do 1984 rozegrał w kadrze 27 spotkań i zdobył 3 bramki. Podczas MŚ 82 zagrał we wszystkich meczach RFN w turnieju. Obecnie pracuje w Bayernie Monachium w charakterze skauta piłkarskiego (poszukiwacz talentów).